# Алея горіха волоського (пам'ятка природи, Дунаєвецький район)
Але́я горі́ха воло́ського — ботанічна пам'ятка природи місцевого значення в Україні. Об'єкт природно-заповідного фонду Хмельницької області. 
Розташована в межах Дунаєвецького району Хмельницької області, на захід від села Воробіївка. 
Площа 3 га. Статус надано згідно з рішенням облвиконкому від 4.09.1982 року № 278. Перебуває у віданні Служби автомобільних доріг у Хмельницькій області. 
Статус надано для збереження однорядної алеї горіха волоського, висадженої вздовж автодороги Дунаївці — Кам'янець-Подільський (лівий бік дороги). 